# (22900) Trudie
(22900) Trudie ist ein Asteroid des mittleren Hauptgürtels, einem Asteroidenfeld zwischen Mars und Jupiter. Der Asteroid wurde am 11. Oktober 1999 von dem US-amerikanischen Amateurastronomen Charles W. Juels am Fountain Hills Observatory (IAU-Code 678) in Fountain Hills, Arizona entdeckt.
Der mittlere Durchmesser des Asteroiden wurde mit 4,524 km (± 0,025) berechnet, die Albedo mit 0,261 (± 0,025).
(22900) Trudie wurde am 4. August 2001 nach der Mutter des Entdeckers benannt: Trudie R. Wilson (1913–2001).